# 4 maggio
Il 4 maggio è il 124º giorno del calendario gregoriano (il 125º negli anni bisestili). Mancano 241 giorni alla fine dell'anno.

## Eventi
- 1186 – L'imperatore Federico Barbarossa promulga la bolla d'oro di Tarantasia
- 1471 – Guerra delle due rose, battaglia di Tewkesbury: Edoardo IV sconfigge l'esercito dei Lancaster e uccide Edoardo, principe di Galles
- 1493 – Papa Alessandro VI risolve la disputa riguardo ai territori del Nuovo Mondo tra Spagna e Portogallo emanando la bolla Inter Caetera
- 1626 – L'esploratore olandese Peter Minuit arriva nei Nuovi Paesi Bassi (l'odierna Manhattan) a bordo del See Meeuw
- 1776 – Il Rhode Island diventa la prima delle Tredici colonie americane a rinunciare al giuramento di fedeltà a Giorgio III
- 1789 – Sfarzosa cerimonia di apertura degli Stati generali a Versailles
- 1791 – Papa Pio VI pubblica la lettera enciclica Quo luctu sulle deroghe alle norme canoniche per i vescovi di Francia a causa delle conseguenze della rivoluzione
- 1799 – Inizio dell'Insurrezione antifrancese di Viareggio
- 1814 – Napoleone Bonaparte arriva a Portoferraio sull'isola d'Elba, dove inizia il suo esilio
- 1861 – Manfredo Fanti decreta la soppressione dell'Armata Sarda e la nascita del Regio Esercito
- 1863 – Guerra di secessione americana: la battaglia di Chancellorsville causa la ritirata dell'esercito dell'Unione
- 1886 – Rivolta di Haymarket Square: una bomba viene lanciata contro i poliziotti che cercano di sciogliere un raduno sindacale a Chicago (Illinois), uccidendo otto persone e ferendone 60, e in risposta a tale gesto la polizia spara sulla folla
- 1910 – Viene fondata la Royal Canadian Navy
- 1912 – Guerra italo-turca: le forze italiane iniziano la battaglia per l'occupazione di Rodi
- 1915 – L'Italia denuncia la Triplice alleanza
- 1919 – Movimento del Quattro Maggio: a Pechino, in Piazza Tienanmen, si svolgono dimostrazioni studentesche per protestare contro il Trattato di Versailles che aveva trasferito al Giappone alcuni territori cinesi
- 1924 – Apertura dei Giochi della VIII Olimpiade a Parigi
- 1930 – La polizia britannica arresta il Mahatma Gandhi e lo rinchiude nella prigione centrale di Yeravda
- 1932 – Ad Atlanta (Georgia) il gangster Al Capone inizia a scontare una condanna a undici anni per evasione fiscale
- 1942 – Seconda guerra mondiale, inizia la battaglia del Mar dei Coralli con il lancio di aerei da assalto dalle portaerei statunitensi e giapponesi
- 1944 – Seconda guerra mondiale: Eccidio di Monte Sant'Angelo (Arcevia) da parte dei nazisti
- 1945
  - Seconda guerra mondiale: chiusura del Campo di concentramento di Neuengamme, vicino ad Amburgo, da parte dell'esercito britannico
  - Seconda guerra mondiale: resa dell'Armata Tedesca del Nord al maresciallo Bernard Law Montgomery (Convenzione di Luneburgo)
- 1946 – Nella Baia di San Francisco i Marines, provenienti dalla caserma di Treasure Island, fermano una rivolta nella prigione federale di Alcatraz; cinque persone rimangono uccise durante la rivolta
- 1948 – Viene pubblicato Il nudo e il morto, primo romanzo di Norman Mailer
- 1949
  - Roma: dopo accesi dibattiti, il Governo firma l'accordo sull'ingresso dell'Italia nella NATO
  - Torino: l'aereo che riportava in Italia la squadra del Grande Torino da una partita giocatasi a Lisbona si schianta sulla collina di Superga causando la morte di tutti i 31 passeggeri; l'incidente è comunemente noto come Tragedia di Superga
- 1954
  - A Ribolla, nel comune di Roccastrada, 43 persone muoiono nella più grave tragedia mineraria italiana del secondo dopoguerra
  - Paraguay: il generale Alfredo Stroessner prende il potere con un colpo di Stato
- 1959 – Vengono annunciati i primi Grammy Award
- 1961 – Movimento americano per i diritti civili: i Freedom Riders iniziano un viaggio in autobus verso sud
- 1970 – Guerra del Vietnam, sparatoria della Kent State: la Guardia Nazionale dell'Ohio, inviata alla Kent State University dopo l'incendio dell'edificio del ROTC, apre il fuoco sugli studenti che protestavano contro l'invasione statunitense della Cambogia uccidendo quattro persone e ferendone altre nove
- 1979 – Margaret Thatcher diventa la prima donna a essere nominata primo ministro del Regno Unito
- 1989 – Irangate: Oliver North, ex consigliere della Casa Bianca, viene dichiarato colpevole di tre reati e assolto da altre nove accuse; le tre condanne verranno poi annullate in appello
- 1990 – Firma a Groote Schuur (Città del Capo) del Groote Schuur Minute fra Nelson Mandela del Congresso Nazionale Africano (ANC) e Frederik Willem de Klerk, l'allora presidente del Sudafrica, nonché capo del National Party: il documento segna di fatto l'inizio dei negoziati che porteranno alla fine dell'Apartheid in Sudafrica
- 1990 – Indipendenza della Lettonia
- 1994 – Il primo ministro israeliano Yitzhak Rabin e il leader dell'OLP Yasser Arafat firmano un accordo di pace, che garantisce l'autogoverno alla Cisgiordania
- 1998 – Un giudice federale di Sacramento (California) condanna Theodore Kaczynski, noto come "Unabomber", a quattro ergastoli più trent'anni di carcere, dopo che Kaczynski accetta un accordo per dichiararsi colpevole che gli risparmia la condanna a morte
- 1999 – Durante la notte, diversi tornado travolgono la parte centro-occidentale degli USA causando almeno 45 vittime
- 2000 – Il virus informatico ILOVEYOU colpisce milioni di computer in tutto il mondo
- 2002 – Un BAC 1-11-500 della EAS Airlines si schianta poco dopo il decollo in un sobborgo di Kano, in Nigeria, uccidendo più di 148 persone
- 2018 – L'Accademia svedese annuncia che, a causa di uno scandalo, per la prima volta dal 1943 non verrà assegnato il Premio Nobel per la letteratura; verrà assegnato l'anno successivo insieme a quello del 2019
- 2020 – Dopo otto settimane di quarantena, in Italia ha inizio la Fase 2 della pandemia di COVID-19
- 2023 –  Il Napoli pareggia in trasferta a Udine 1-1 contro l'Udinese vincendo così matematicamente per la terza volta il Campionato italiano di calcio

## Nati
Ci sono circa 1 100 voci su persone nate il 4 maggio; vedi la pagina Nati il 4 maggio per un elenco descrittivo o la categoria Nati il 4 maggio per un indice alfabetico.

## Morti
Ci sono circa 520 voci su persone morte il 4 maggio; vedi la pagina Morti il 4 maggio per un elenco descrittivo o la categoria Morti il 4 maggio per un indice alfabetico.

## Feste e ricorrenze

### Civili
Internazionali:
- Giornata mondiale del gioco del calcio (istituita dalla FIFA per commemorare la Tragedia di Superga)[1]
- Star Wars Day (celebrata il 4 maggio perché la frase May the Force be with you può suonare May the 4th be with you)

Nazionali:
- Cina – Giorno della gioventù (in ricordo del Movimento del Quattro Maggio)
- Giappone – Midori no Hi, Festa del verde o della natura (dal 2005)
- Inghilterra – Ponte di maggio
- Italia – Istituzione dell'Esercito Italiano (4 maggio 1861)
- Lettonia – Dichiarazione di indipendenza della repubblica
- Namibia – Giorno di Cassinga (commemorazione della battaglia di Cassinga)
- Paesi Bassi – Ricordo dei morti tra il 1940 e il 1945

### Religiose
Cristianesimo:
- Sant'Afra di Brescia, matrona, martire
- Santi Agapio e Secondino, martiri
- Sant'Agostino Webster, priore benedettino e martire
- Sant'Antonina di Nicea, martire
- San Cassiano di Novellara, vescovo e martire
- San Ciriaco di Gerusalemme, vescovo e martire
- Sant'Etelredo della Mercia, re e abate
- San Firmino di Verdun, vescovo
- San Floriano di Lorch, martire
- San Fortunato, lettore e martire
- San Fulvio, martire
- Santa Fulvia, martire
- San Gottardo di Hildesheim, vescovo
- San John Houghton, martire
- San Lorenzo di Novara, vescovo
- Santi e beati Martiri certosini di Londra
- San Paolino Bigazzini, monaco benedettino
- San Richard Reynolds, martire
- San Robert Lawrence, martire
- San Silvano di Gaza e 39 compagni, vescovo e martiri
- Beate Angela Isabella e Angela Bartolomea dei Ranzi, agostiniane
- Beato Giovanni Haile, sacerdote e martire
- Beato Jean-Martin Moyë, fondatore delle Suore della Provvidenza
- Beato Ladislao da Gielniów, sacerdote francescano
- Beato Luca da Toro, mercedario
- Beato Marco Ongaro da Conegliano, francescano
- Beati Martiri della Gran Bretagna
- Beati Martiri inglesi (beatificati nel 1987)
- Beato Tommaso da Olera (Acerbis), cappuccino
- Festa liturgica della Sindone di Torino[2]